# Miércoles de Ceniza (película de 1958)
Miércoles de Ceniza es una película dramática mexicana de 1958, dirigida por Roberto Gavaldón, a partir de un guion que escribió con Julio Alejandro y Luis G. Basurto. Está protagonizada por María Félix y Arturo de Córdova. 

## Argumento
Ambientada en la década de 1920 en México, en medio de la Guerra Cristera. Victoria es violada por un sacerdote católico y a partir de esa experiencia se vuelve enemiga de la religión, especialmente de los sacerdotes, así que presta sus servicios al gobierno para combatir a los cristeros y acabar con la religión. Pero un día se enamora del Dr. Federico Lamadrid, que despierta en ella emociones encontradas que pondrán en jaque muchas de sus creencias, fobias y prejuicios, sobre todo cuando descubra, que en realidad, el Dr. Lamadrid, es un sacerdote disfrazado.

## Reparto
- María Félix como Victoria Rivas
- Arturo de Córdova como doctor Federico Lamadrid
- Víctor Junco como José Antonio
- Andrea Palma como Rosa, amiga de Victoria
- María Rivas como Silvia
- María Teresa Rivas como Elvira
- David Reynoso como Enrique, coronel
- Carlos Fernández como Carlos
- Enrique García Álvarez como Padre González
- Luis Aragón como general cristero
- Consuelo Guerrero de Luna como mujer del burdel
- Arturo Soto Rangel como notario
- Cuco Sánchez como soldado cantante
- Rodolfo Landa como el violador
- Arturo Castro como borracho